# Thierry Richard
Pour les articles homonymes, voir Richard.
Thierry Richard est un rameur d'aviron français. Il remporte aux Championnats du monde d'aviron 1996 la médaille de bronze en quatre de couple poids légers avec Laurent Ceresoli, Frédéric Dufour et Pascal Touron.